# 盧郢
盧郢，五代十国南唐官员，金陵人。
能作文章，有勇力，喜欢吹鐵笛。乾德年间，後主李煜命韓德霸爲都城烽火使。韓德霸为人暴横，國都人见到他就逃奔相避。盧郢遇见他，吹笛自如，韓德霸让左右捕拿，盧郢奮臂擊倒十餘人，将韓德霸打下马来。韓德霸向李煜告状，李煜罷免其職。馬令《南唐書》记載，後来韓德霸刁难盧郢與黄夢錫，盧郢等投瓦石毆伤韩德霸脸面。乾德四年（966年），盧郢舉進士，試《王度如金玉賦》，擢为第一。徐鉉是盧郢姊夫，受命後主，撰文多日未就，盧郢为姐夫写文。後主对徐鉉说：“語勢遒俊，似非卿作。”徐鉉告诉實情，盧郢于是知名。擢任近職。南唐灭亡在北宋担任知金州，之后去世。